# Heinrich von Zawadzky
Karl Heinrich Joseph von Zawadzky (* 13. März 1758 in Kornowatz; † 30. März 1820 in Potsdam) war ein preußischer Generalmajor.

## Leben

### Herkunft
Er war der Sohn von Karl Joseph von Zawadzky (1727–1774) und dessen Ehefrau, einer geborenen von Lichnowski († 1764). Sein Vater war kursächsischer Kapitän sowie Herr auf Polanke, Kornowatz und Lippen.

### Militärkarriere
Zawadzky wurde 1774 als Fahnenjunker im Dragonerregiment „von Mitzlaff“ der Preußischen Armee angestellt. König Friedrich II. holte ihn zwei Jahre später nach Potsdam in das Regiment der Gardes du Corps, dem Zawadzky die kommenden 34 Jahre angehören sollte. Er nahm 1778/79 am Bayerischen Erbfolgekrieg und 1794/95 am Feldzug in Polen teil. Am 17. Juli 1798 wurde Zawadzky Rittmeister und Kompaniechef. Das Regiment war während des Feldzugs 1806 bei König Friedrich Wilhelm III. Dieser ernannte Zawadzky am 20. September 1806 als Major zum Regimentskommandeur. Er nahm an der Schlacht bei Auerstedt teil und folgte dem König anschließend über Küstrin nach Ostpreußen. Nachdem Zawadzky in Königsberg eingetroffen war, machte er sich daran, das stark dezimierte Regiment wieder neu zu formieren. Im Februar 1807 nahm er an der Schlacht bei Preußisch Eylau teil. Nachdem er am 15. Mai 1807 zum Oberstleutnant befördert worden war, ernannte ihn der König in Anerkennung seiner Leistungen nach dem Frieden von Tilsit am 10. August 1807 zum Amtshauptmann von Potsdam. 
Zawadzky rückte mit seinem Regiment im Frühjahr 1809 in die Nähe von Pyritz, bezog dort Quartier und wurde am 20. Mai 1809 zum Oberst befördert. In Landsberg an der Warte erkrankte Zawadzky im September 1809 und war daraufhin zwei Monate lang nicht dienstfähig. Nachdem er dem König nach Berlin gefolgt war, zeichnete dieser Zawadzky am 18. Januar 1810 mit dem Roten Adlerorden III. Klasse aus. Kurz darauf reichte er seinen Abschied ein, der Zawadzky am 26. Februar 1810 als Generalmajor mit einer Pension von 800 Talern sowie einer Zulage von 400 Talern gewährt wurde.
Zu Beginn der Befreiungskriege bat Zawadzky um Wiederanstellung. Er wurde daraufhin Ende Juli 1813 zum Inspekteur über die Garnison- und Ersatztruppen im Militärgouvernement des Landes zwischen Elbe und Oder ernannt. Anfang Oktober 1815 ging er mit einer Pension von 1000 Talern und einer Zulage von 400 Talern erneut in Pension.

### Familie
Zawadzky heiratete am 14. September 1791 in Charlottenburg Karoline Wilhelmine Johanna von Byern, geschiedene Baronin Digeon von Monteton (* 10. März 1764 in Parchen; † 16. Juni 1819 in Potsdam). Aus der Ehe gingen folgende Kinder hervor:
- Nannette Henriette Emilie (1796–1882) ⚭ 6. April 1815 Hans Karl von Sydow (1790–1853), preußischer Generalmajor[1]
- Bogislaw (* 1797 in Berlin), preußischer Sekondeleutnant
- Julius (1798–1803)
- Hermann Heinrich Joseph Felix (1801–1835), preußischer Sekondeleutnant